# Margit Wolf
Margit Wolf (geboren 1910 in Budapest, Österreich-Ungarn; gestorben 1998 in Budapest) war eine ungarische Tänzerin.

## Leben
Wolf begann ihre Ballett-Ausbildung mit vier Jahren an der Ungarischen Staatsoper. 1928 folgten sie, Karola Szalai und zwei weitere ausgebildete ungarische Tänzerinnen einem Angebot, in Italien zu tanzen. Statt des erwarteten Vortanzens für ein Engagement an der Mailänder Scala waren sie an eine fahrende Theatertruppe vermittelt worden, die mit Musik und Tanz in der italienischen Provinz auftrat. Wolf traf dabei auf den Liederkomponisten und Dirigenten Pasquale Frustaci, mit dem sie 1936 den Sohn Cesare Andrea bekam.
Im Oktober 1938 wurde sie als ausländische Jüdin mit den rassistischen Gesetzen des Mussolini-Regimes aus dem Lande verwiesen und kehrte mit Cesare nach Budapest zurück. Frustaci schrieb in der Zeit das Liebeslied Tu solamente tu.
Wolf und ihr Sohn Cesare wurden 1944 vom Horthy-Regime in einem Budapester Sternhaus inhaftiert. Wolf trennte sich von ihrem Sohn, der mit seiner Geburtsurkunde als Katholik größere Überlebenschancen hatte. Sie wurde vom Eichmann-Kommando und seinen ungarischen Helfern zur Zwangsarbeit nach Deutschland deportiert und war zunächst im Zeltlager für die ungarischen Juden und Roma im KZ Ravensbrück untergebracht. Sie wurde als Arbeitsfähige in das KZ-Außenlager Berlin-Spandau abgeordnet, wo sie 1945 befreit wurde.
Wolf kehrte nach Budapest zurück und machte sich mit Unterstützung des Roten Kreuzes auf die Suche nach ihrem Sohn, der als Holocaustwaise verschollen war. Sie fand ihn 1947 auf einem Bauernhof bei einer Pflegefamilie.
Wolf und ihr Sohn flohen 1961 aus dem kommunistischen Ungarn nach Italien, wo sie auf Pasquale Frustaci trafen. Cesare Frustaci emigrierte später in die USA. Dort berichtete er 1994 in einem Oral-History-Projekt der Yale University von seinem und dem Schicksal seiner Mutter. Cesare Frustaci spricht als Zeitzeuge in Veranstaltungen des Florida Holocaust Memorial Museums und schrieb 2014 ein Buch.